# Магнезијум перхлорат
Магнезијум перхлорат има молекулску формулу . Састоји се од једног атома магнезијума и две хлоратне групе. Он се распада на 250 °. Топлота стварања је -568,90 .